# Transport de matières dangereuses
Le transport de marchandises dangereuses (TMD) peut s'effectuer par voie routière, ferrée, maritime, fluviale ou aérienne. Il est régi par des accords internationaux mais également par des spécificités nationales qui en fixent les règles. Par « marchandise », on entend aussi bien les matières (produits chimiques, carburant, peintures, acides, etc.) que les matériels (munitions, airbags, extincteurs, piles et batteries au lithium, etc.).
Le transport par pipeline ne fait pas partie du TMD au sens réglementaire même si des matières dangereuses (hydrocarbures, produits chimiques…) sont transportées par ce moyen.

## Histoire
Le produits dangereux tels que substances inflammables, explosives ou toxiques (mercure, plomb, arsenic) sont transportées depuis l'Antiquité (par voies terrestres et marines). Avec la révolution industrielle le nombre, le flux et la dangerosité de certains produits ont considérablement augmenté et le transport aérien s'est ajouté aux autres modes de transports, ce qui a impliqué la mise en place de législations et de contrôle (dont de la traçabilité).
Au début des années 1990, on ne disposait pas de statistiques fiables sur ces flux. Des modélisations ont été faites.

## Transport de marchandises dangereuses par voie terrestre
Les transports de marchandises dangereuses par voie terrestre regroupent les modes routier, ferroviaire et fluvial.

### Réglementation en France

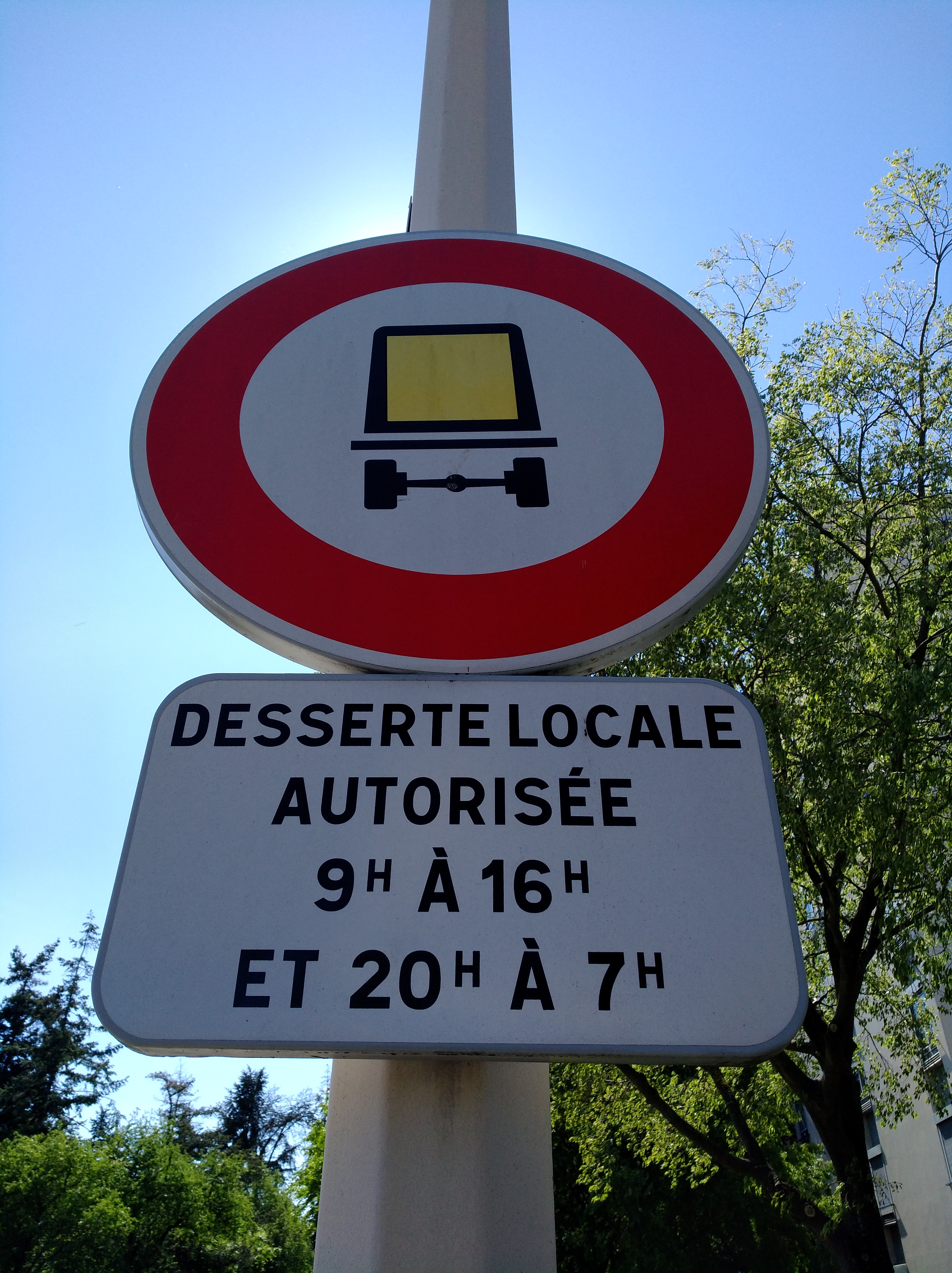
Interdiction locale de transport de matières dangereuses

L'arrêté du 29 mai 2009 relatif aux transports de marchandises dangereuses par voies terrestres (dit « arrêté TMD ») règlemente lesdits transports sur le territoire national. Ce dernier est modifié régulièrement consécutivement aux travaux de la Commission interministérielle du Transport des Marchandises Dangereuses (CITMD).
Cet arrêté est constitué de 27 articles applicables, sauf dispositions contraires, à l'ensemble des modes de transport visés par l'arrêté et des annexes I, II, III et IV telles que décrites ci-dessous :
- l'annexe I contient les annexes A et B de l'ADR ainsi que les autres dispositions spécifiques au transport par route de marchandises dangereuses ;
- l'annexe II contient l'annexe du RID ainsi que les autres dispositions spécifiques au transport ferroviaire de marchandises dangereuses ;
- l'annexe III contient le règlement annexé à l'ADN ainsi que les dispositions spécifiques au transport par voies de navigation intérieures de marchandises dangereuses ;
- l'annexe IV répertorie l'ensemble des appendices IV.1 à IV.9 visés dans les articles de l'arrêté et dans ses annexes.

Ainsi, les règlements internationaux font partie intégrante de la réglementation nationale.
Un protocole d'aide existe et se nomme TRANSAID. Celui-ci a été contractualisé entre les industriels de la chimie et la direction générale de la sécurité civile et de la gestion des crises (DGSCGC). Ce protocole se déclenche lors d'incidents ou accidents impliquant des matières dangereuses. Les interlocuteurs industriels identifiés et référencés peuvent apporter leur expertise et/ou engager des moyens humains et matériels pour aider les sapeurs-pompiers intervenant sur les lieux de l'accident.
L'ensemble de ces textes règlementaires est disponible sur le site internet de la mission transport de matières dangereuses (MTMD) au sein de la direction générale de la prévention des risques (DGPR) appartenant au ministère de la Transition écologique et solidaire (MTES).

### Réglementation au Canada
Le Règlement sur le transport des marchandises dangereuses par voie terrestre au Canada est conçu pour garantir la sécurité publique et la protection de l'environnement lors du transport de substances dangereuses. Ce règlement impose des exigences strictes concernant la classification, l'étiquetage, la documentation et l'emballage des matières dangereuses. Les principales dispositions du règlement sont :
- Classification : Les matières dangereuses doivent être classifiées selon neuf classes définies, telles que les gaz inflammables, les substances corrosives et les matières radioactives[6].
- Manutention et emballage : Les marchandises doivent être emballées dans des contenants normalisés pour éviter tout rejet, émission ou fuite. Les inspections vérifient la conformité des emballages aux normes établies pour réduire les risques d'incidents graves.
- Identification et étiquetage : Chaque colis doit porter une étiquette ou une plaque indiquant la nature dangereuse des marchandises. Ces indications facilitent l'identification par les intervenants d'urgence en cas d'incident et permettent de prendre les mesures appropriées.
- Documentation : Les documents d'expédition doivent accompagner les envois et inclure des informations détaillées sur les marchandises transportées, leur classification et les mesures de sécurité requises[7].

Ces réglementations sont régulièrement mises à jour pour intégrer les nouvelles normes internationales et les avancées technologiques. Transports Canada supervise l'application de ce règlement et fournit des ressources comme CANUTEC, un centre d'urgence disponible 24h/24 pour les incidents impliquant des matières dangereuses.

### Réglementation internationale

#### Recommandations relatives au transport des marchandises dangereuses - Règlement type
Chaque matière dangereuse correspond à un danger particulier. Elles sont classés en fonction de ces dangers. Les différentes classes sont :
- Classe 1 : Matières explosibles ;
  - 1.1 : Matières et objets présentant un danger d’explosion en masse ;
  - 1.2 : Matières et objets présentant un danger de projection, sans danger d’explosion en masse ;
  - 1.3 : Matières et objets présentant un danger d’incendie avec un danger léger de souffle, ou de projection, ou des deux, sans danger d’explosion en masse ;
  - 1.4 : Matières et objets ne présentant pas de dangers notables ;
  - 1.5 : Matières très peu sensibles présentant un danger d’explosion en masse ;
  - 1.6 : Objets extrêmement peu sensibles, ne présentant pas de danger d’explosion en masse ;
- Classe 2 : Gaz ;
  - 2.1 : Gaz inflammables ;
  - 2.2 : Gaz ininflammables, non toxiques ;
  - 2.3 : Gaz toxiques ;
- Classe 3 : Liquides inflammables et matières explosibles désensibilisées liquides ;
- Classe 4 :
  - Classe 4.1 : Matières solides inflammables, auto-réactives et qui polymérisent ;
  - Classe 4.2 : Matières sujettes à l'inflammation spontanée, matière solides et liquides pyrophoriques et auto-échauffantes ;
  - Classe 4.3 : Matières qui, au contact de l’eau, dégagent des gaz inflammables ;

- Classe 5 :
  - Classe 5.1 : Matières comburantes ;
  - Classe 5.2 : Peroxides organiques ;
- Classe 6 :
  - Classe 6.1 : Matières toxiques ;
  - Classe 6.2 : Matières infectieuses ;
- Classe 7 : Matières radioactives ;
- Classe 8 : Matières corrosives ;
- Classe 9 : Matières et objets dangereux divers, dont matières dangereuses pour l'environnement, piles et batteries au lithium, engrais au nitrate d'ammonium.

#### Transport routier (ADR)

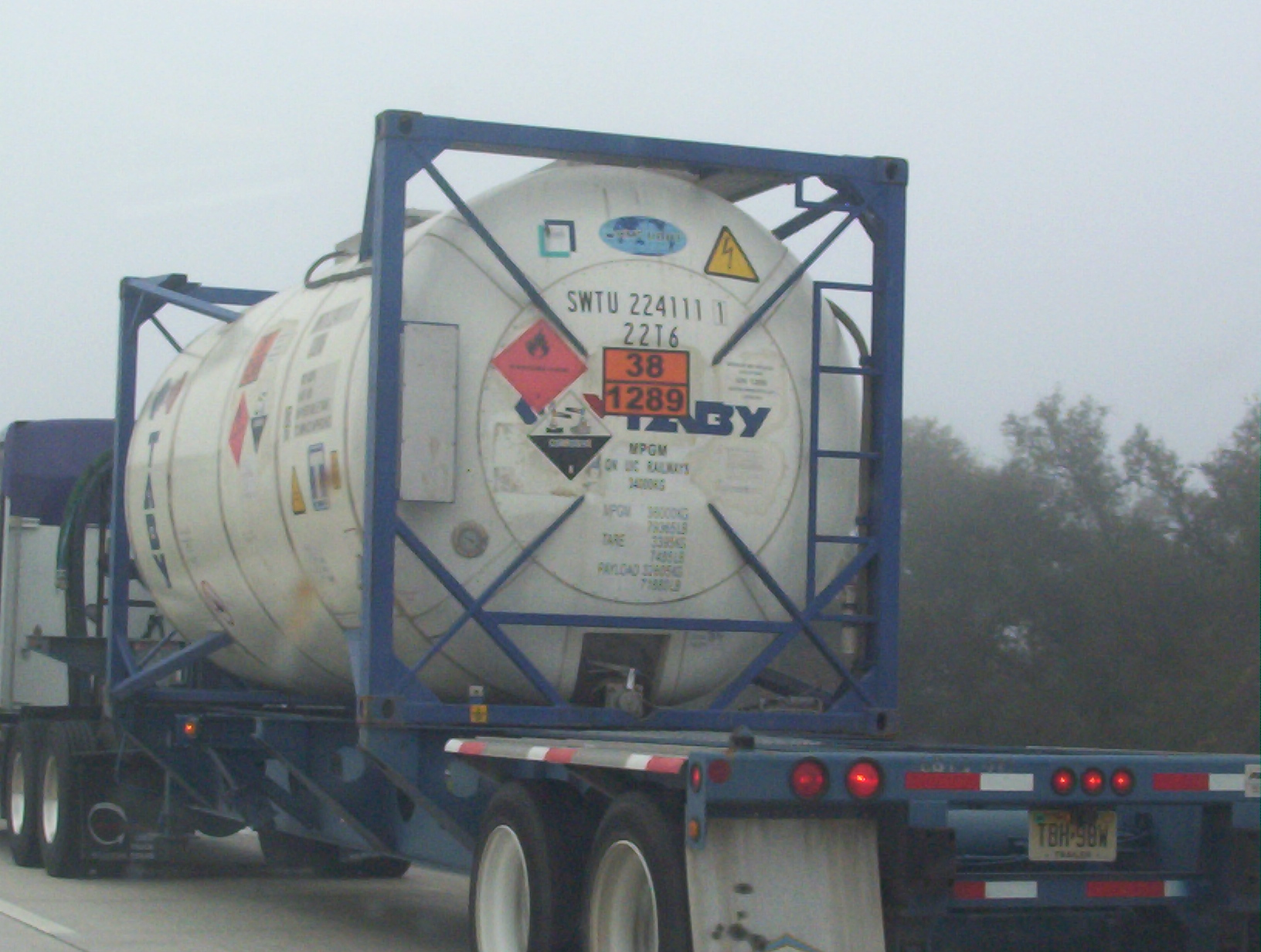
Transport routier de méthylate de sodium

En Europe, le transport routier de matières dangereuses est encadré par l'Accord relatif au transport international des marchandises dangereuses par route appelé aussi ADR. Rédigé le 30 septembre 1957 et entré en vigueur le 29 janvier 1968, il a été restructuré depuis le 1er juillet 2001. L'ADR comporte neuf parties qui se répartissent en deux annexes (version 2023 de l'ONU) :
- l'annexe A traite des Dispositions générales et dispositions relatives aux matières et objets dangereux ;
- l'annexe B est composée des Dispositions relatives au matériel de transport et au transport.

Actuellement, la dernière version de l'ADR est en vigueur depuis le 1er janvier 2023. Le règlement fait l'objet de révision régulière et de manière générale tous les deux ans en années impaire.
54 États ont ratifié l'ADR (le dernier étant l'Ouganda le 23 août 2022) : Albanie, Andorre, Arménie, Autriche, Azerbaïdjan, Biélorussie, Belgique, Bosnie-Herzégovine, Bulgarie, Croatie, Chypre, Tchéquie, Danemark, Estonie, Finlande, France, Géorgie, Allemagne, Grèce, Hongrie, Islande, Irlande, Italie, Kazakhstan, Lettonie,
Liechtenstein, Lituanie, Luxembourg, Malte, Monténégro, Maroc, Pays-Bas, Nigéria, Macédoine du Nord, Norvège, Pologne, Moldavie, Russie, Saint-Marin, Serbie, Slovaquie, Slovénie, Espagne, Suède, Suisse, Tadjikistan, Tunisie, Turquie, Ukraine, Royaume-Uni, Ouzbékistan.

#### Transport ferroviaire (RID)

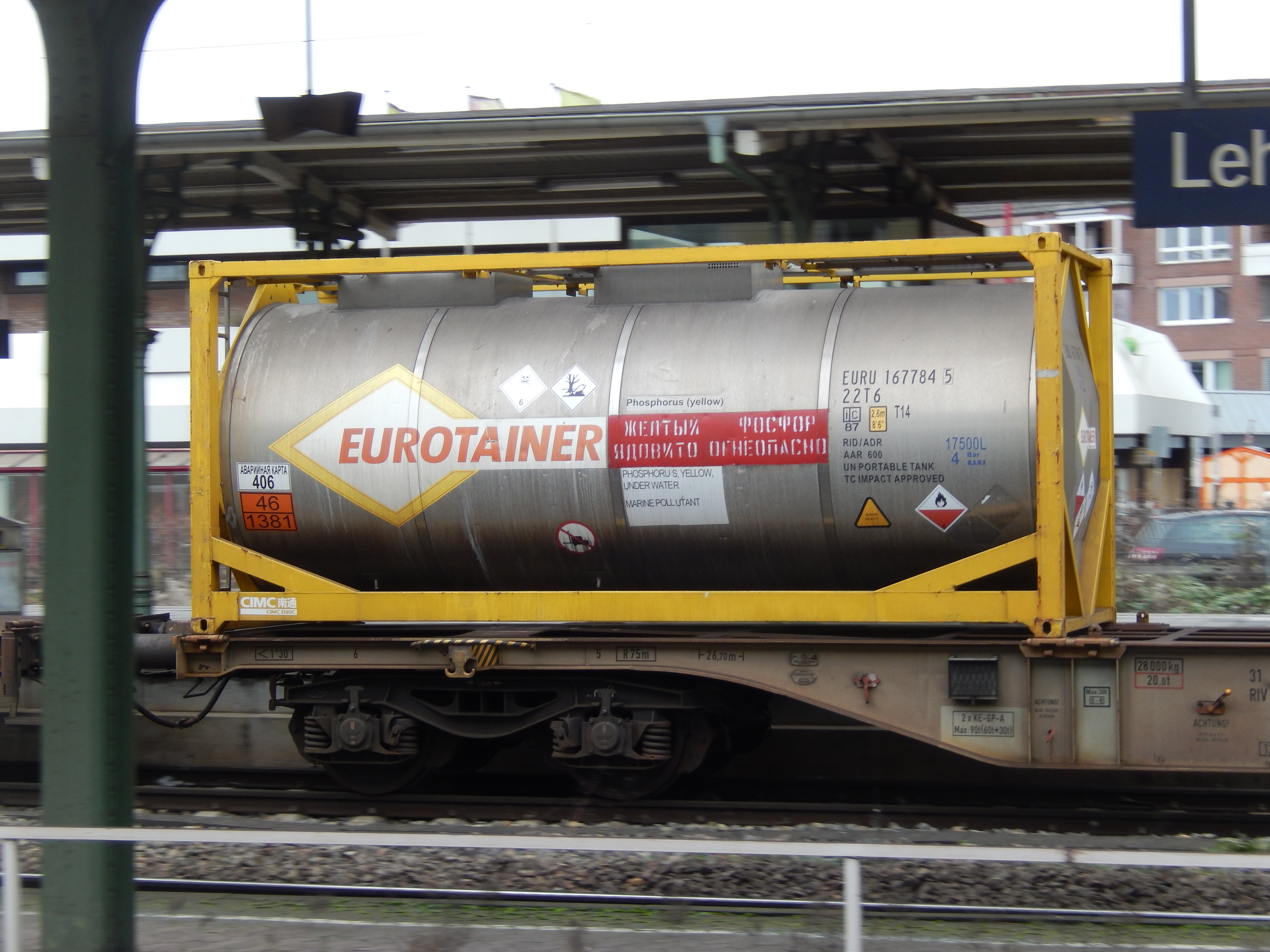
Transport ferroviaire de phosphore

En matière de transport ferroviaire international, c'est l'appendice C de la Convention relative aux transports internationaux ferroviaires (COTIF) s'appelant le Règlement concernant le transport international ferroviaire des marchandises dangereuses, dit RID, qui est en vigueur depuis le 1er janvier 2013. Il est rédigé au sein de l'Organisation intergouvernementale pour les transports internationaux ferroviaires (OTIF) située à Berne en Suisse. Les organes de l'OTIF sont : l'assemblée générale, le comité administratif en tant qu'organe de contrôle administratif et financier, la commission de révision, la commission d'experts pour le transport des marchandises dangereuses, la commission d’experts techniques et la commission de la facilitation ferroviaire. Le secrétariat est assuré par le secrétaire général de l'OTIF.
50 États ainsi que l'Union européenne sont membres de la COTIF (état au 1er janvier 2018) : Albanie, Algérie, Allemagne, Arménie, Autriche, Azerbaïdjan, Belgique, Bosnie-Herzégovine, Bulgarie, Croatie, Danemark, Espagne, Estonie, Finlande, France, Géorgie, Grèce, Hongrie, Irak, Iran, Irlande, Italie, Jordanie (membre associé), Lettonie, Liban, Liechtenstein, Lituanie, Luxembourg, l'ancienne république yougoslave de Macédoine, Maroc, Monaco, Monténégro, Norvège, Pakistan, Pays-Bas, Pologne, Portugal, République tchèque, Roumanie, Royaume-Uni, Russie, Serbie, Slovaquie, Slovénie, Suède, Suisse, Syrie, Tunisie, Turquie, Ukraine.

#### Transport fluvial (ADN)
Le transport fluvial en Europe est règlementé par un texte intitulé ADN (Accord relatif au transport international des marchandises dangereuses par voie de navigation intérieure) rédigé au sein de la CEE-ONU située à Genève en Suisse.
Cet accord unique a pris l'ascendant sur l'ADNR et l'ADND afin d'être l'unique règlementation du transport fluvial applicable en Europe. Les deux anciens textes internationaux en fin d'application sont suivis d'une lettre en fonction de particularités du fleuve concerné :
- la lettre « R » a été ajoutée pour « Rhin » ;
- la lettre « D » a été ajoutée pour le « Danube ».

À propos de l'ADNR, celui-ci est mis en œuvre par la Commission centrale pour la navigation du Rhin (CCNR) située à Strasbourg (France) de plus, l'ADND est rédigé par la Commission du Danube (CD) située à Budapest (Hongrie).
17 États ont ratifié l'ADN (état au 1er janvier 2013) : Allemagne, Autriche, Bulgarie, Croatie, fédération de Russie, France, Hongrie, Luxembourg, Pays-Bas, Pologne, République tchèque, république de Moldavie, Roumanie, Serbie, Slovaquie, Suisse, Ukraine.

### Conseiller à la sécurité
Toutes les entreprises dont l’activité comporte le transport, l’emballage, le chargement, le remplissage de marchandises dangereuses doivent désigner un conseiller à la sécurité : elles répondent ainsi à l’obligation réglementaire internationale concernant la désignation d’un conseiller à la sécurité (voir chapitre 1.8.3.3 de l’ADR, du RID et de l’ADN).
Ces conseillers doivent être titulaires d’un certificat délivré après réussite à un examen national organisé par le Comité interprofessionnel pour le développement de la formation dans les transports de marchandises dangereuses (CIFMD). Ce certificat est délivré pour une durée maximale de cinq ans. Il peut être renouvelé, pour la même durée, en réussissant à l'examen de renouvellement. La formation pour ces examens, initial ou de renouvellement, n’est pas obligatoire. Cependant, si un candidat désire se former, des organismes de formation propose de préparer l’examen initial (ADR, RID, ADN) ainsi que son renouvellement tous les cinq ans. Le candidat peut prendre contact directement avec l'organisme de son choix. Le certificat de conseiller à la sécurité est personnel.
Un conseiller à la sécurité peut être le chef d'entreprise, une personne qui exerce d'autres tâches dans l'entreprise voire une personne n'appartenant pas à cette dernière, à condition que l'intéressé soit effectivement en mesure de remplir ses tâches de conseiller. En France, tout conseiller à la sécurité d'un état signataire de l'ADR, du RID et de l'ADN peut exercer sa profession avec son certificat de conseiller extra-national.
Les missions d'un conseiller à la sécurité sont importantes. Notamment, tout conseiller à la sécurité doit établir un rapport annuel à destination du chef d'entreprise. Celui-ci mentionné à la sous-section 1.8.3.3 de l'ADR, du RID et de l'ADN, quantifie les activités de l'entreprise entrant dans le champ de compétence du conseiller. Le rapport annuel doit également comporter un résumé de ses actions conformément aux tâches reprises au chapitre 1.8.3.3 de l'ADR, du RID et de l'ADN, et des propositions faites pour l'amélioration de la sécurité ainsi qu'un résumé des accidents survenus. Le 5.3 de l'article 6 ainsi que l'appendice IV.4 de l'annexe IV de l'arrêté TMD prévoit, pour les rapports annuels établi à partir du 1er avril 2014, une liste de rubriques et de tableaux figurant obligatoirement dans le rapport du conseiller.
Pour les accidents touchant au transport de marchandises dangereuses, les conseillers à la sécurité sont tenus par l'obligation de rédiger un rapport d'accident prévu au chapitre 1.8.3.6 de l'ADR, du RID et de l'ADN, chacun pour ce qui le concerne : les conseillers des entreprises qui ont effectué les opérations d'emballage, de chargement, de remplissage ou de transport. Le rapport doit être accompagné d'une analyse précise des causes et de recommandations écrites par le conseiller visant à éviter le renouvellement du même type d'accidents. Ce rapport peut être établi à l'aide de l'imprimé Cerfa 12252 : voir lien externe relatif à la plaquette sur la déclaration des évènements de transport de matières dangereuses éditée par le ministère de l’Écologie (DGPR).

## Transport maritime
Concernant les transports maritimes, la France applique les multiples dispositions de l'OMI ainsi que le Règlement pour le transport et la manutention des marchandises dangereuses dans les ports maritimes, dit RPM : c'est l'annexe à l'arrêté du 18 juillet 2000 modifié. Le RPM a été modifié en dernier lieu par l'arrêté du 9 décembre 2010 paru au JO du 29 décembre 2010.
L'ensemble de ces textes règlementaires est disponible sur le site internet de la mission transport de matières dangereuses (MTMD) au sein de la direction générale de la prévention des risques (DGPR) appartenant au ministère de la Transition écologique et solidaire (MTES).
Les règles du transport maritime international sont fixées au sein de l'Organisation maritime internationale (OMI) située à Londres (Royaume-Uni). Le transport maritime international est régi notamment par les conventions SOLAS 74 (comité de la sécurité maritime) et MARPOL 73/78 (comité de protection du milieu marin).
Issu du sous-comité des marchandises dangereuses, des solides en vrac et des conteneurs (DSC) de l'OMI :
- pour les marchandises dangereuses en colis, on doit appliquer le Code maritime international des marchandises dangereuses (IMDG) sans oublier l'annexe III (polluants marins en colis) de MARPOL 73/78 et la Division 411[20] ;
- pour les solides en vrac, les vraquiers appliquent le code BC : ce dernier signifie code of safe practice for solid Bulk Cargoes.

Issu du sous-comité des liquides et des gaz (BLG) de l'OMI :
- pour les gaz en vrac, les gaziers appliquent le code IGC ;
- pour les produits chimiques en vrac, le code IBC s'applique aux chimiquiers ainsi que l'annexe II (substances liquides nocives en vrac) de MARPOL 73/78. Le code IBC signifie International code for the construction and equipment of ships carrying dangerous Chemicals in Bulk.

Concernant les hydrocarbures en vrac, les pétroliers doivent appliquer l'annexe I de la convention MARPOL 73/78.
- Liste des types de navires

## Transport aérien
Le transport aérien international est régi par les règles IATA ainsi que les règles relatives au transport de matières dangereuses de l'OACI dont le siège se situe à Montréal, Québec, Canada.

## Accidentologie, statistiques

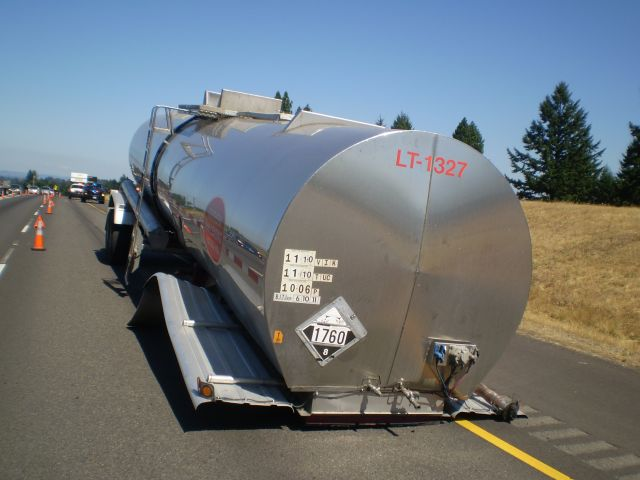
Accident routier en 2011 en Oregon

En Europe, dans chaque État membre, en vertu d'un Accord relatif au transport international des marchandises dangereuses par route (1957), tout accident survenant lors du chargement, du remplissage, du transport ou du déchargement de marchandises dangereuses, doit être déclaré à l'administration, en vue d'améliorer la gestion des risques par les retours d'expériences (REX). En France, ces données sont enregistrés dans une base ARIA (Analyse, Recherche et Information sur les Accidents).
Ainsi en 2018, 101 accidents ou incidents ont été entrés dans ARIA. 31 % ont eu lieu dans une ICPE (tout mode de transport confondu), 60 % sur la route, et 8 % sur voies ferrées. Trois ont concerné le transport fluvial, et zéro le transport maritime. 35 % de ces accidents ont des conséquences humaines (quatre morts dans la circulation : trois chauffeurs routiers et un particulier). 33 événements ont causé 55 blessés, dont seulement huit en raison du caractère dangereux de la cargaison. 37 % des événements sont des accidents de la circulation, et des actions humaines inappropriées ont été signalées dans 35 % des cas, des réactions incontrôlées des matières dans 9 % de cas et un contexte météorologiques sévère dans 6 % des cas. Les pannes de matériel de transport étaient 3 % des cas.